# Корнокипос
Корно̀кипос (на гръцки: Κορνόκηπος; на турски: Görneç) е село в Кипър, окръг Фамагуста. Според статистическата служба на Северен Кипър през 2011 г. селото има 500 жители.
Де факто е под контрола на непризнатата Севернокипърска турска република.